# Yobibit
Yobibit (Yib), tidigare ofta tvetydigt kallad yottabit (Yb) är en informationsenhet som motsvarar 1 208 925 819 614 629 200 000 000 (280 = 10248) bit. Namnet kommer av det binära prefixet yobi (Yi) och bit (b). Enheten ingår inte i internationella måttenhetssystemet, men sanktioneras av IEC.
Yobibit är relaterat till enheten yottabit, som antingen definieras som en yobibit eller en kvadriljon bit. Yobibit kan användas istället för yottabit när man vill specificera 280 bit, för att undvika tvetydighet bland de olika värdena av yottabit.